# Coganoa asiatica
Coganoa asiatica är en insektsart som beskrevs av Irena Dworakowska 1979. Coganoa asiatica ingår i släktet Coganoa och familjen dvärgstritar.
Artens utbredningsområde är Vietnam. Inga underarter finns listade i Catalogue of Life.